# Tabanus penai
Tabanus penai är en tvåvingeart som beskrevs av Philip 1967. Tabanus penai ingår i släktet Tabanus och familjen bromsar. Inga underarter finns listade i Catalogue of Life.